# Guptipara
Guptipara ist ein Ort mit etwa 2.200 Einwohnern im ostindischen Bundesstaat Westbengalen. Der Ort ist bedeutsam wegen mehrerer Bengalischer Tempel aus dem 18. und frühen 19. Jahrhundert.

## Lage
Guptipara liegt am Hugli-Fluss ca. 100 km (Fahrtstrecke) nördlich von Kalkutta in einer Höhe von ca. 15 m; von dort fahren nahezu stündlich Busse (Fahrzeit ca. 3,5 Stunden). Die Tempelstadt Kalna befindet sich nur ca. 8 km nordwestlich.

## Bevölkerung
Offizielle Bevölkerungsstatistiken werden erst seit 1991 geführt und veröffentlicht.
| Jahr      | 1991 | 2001  | 2011  |
| Einwohner | –    | 2.012 | 2.169 |

Die meisten Einwohner sind Hindus. Anders als im Norden Indiens üblich, sind der männliche und der weibliche Bevölkerungsanteil in etwa gleich hoch.

## Wirtschaft
Die Landwirtschaft spielt immer noch die wichtigste Rolle in den Dörfern der Umgebung des Ortes, der als regionales Handels-, Handwerks- und Dienstleistungszentrum fungiert. Auch der regionale (Pilger-)Tourismus bringt Einnahmen in die Kassen der Stadt.

## Geschichte

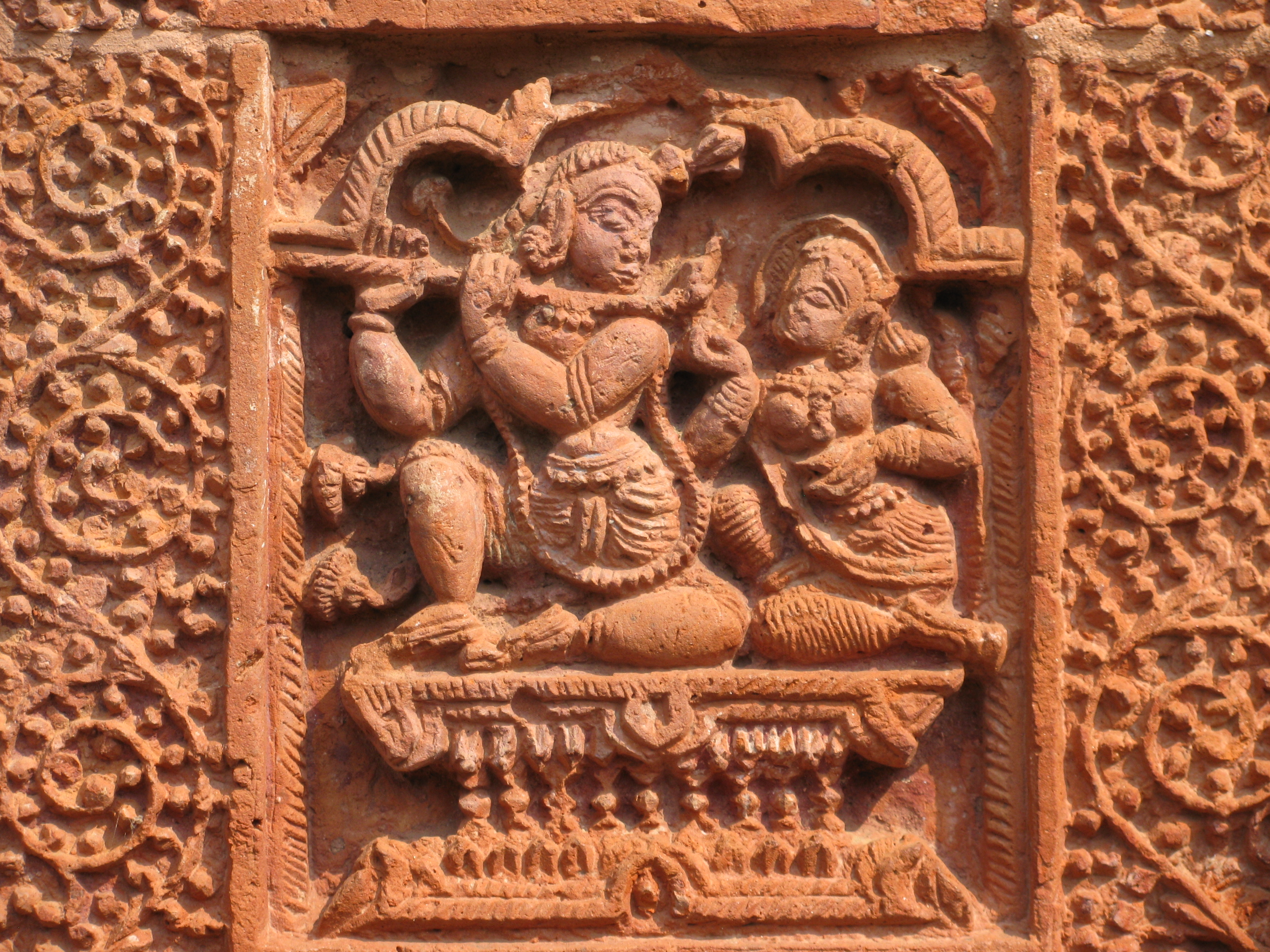
Terracotta-Platte mit Krishna und Radha

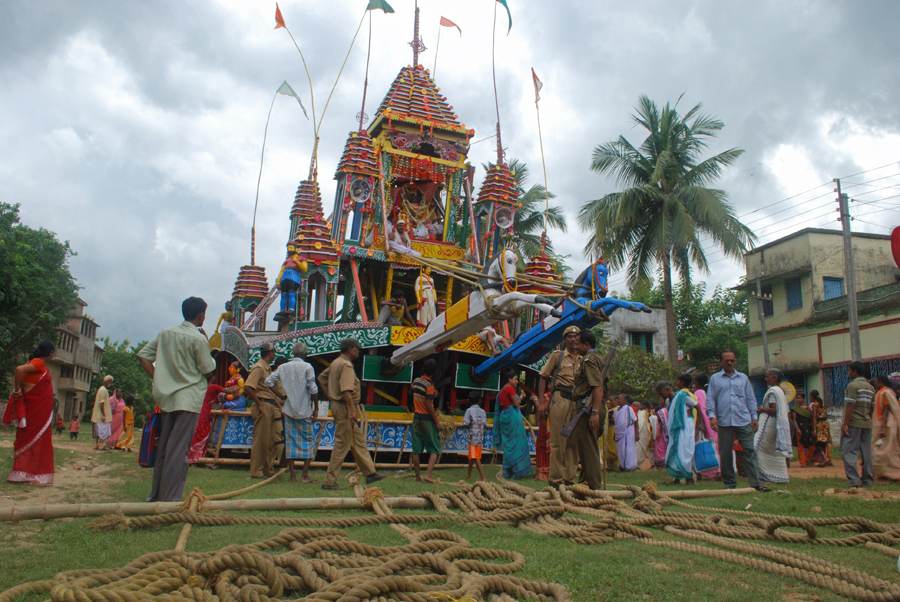
Ratha Yatra-Festival

Über die frühe und mittelalterliche Geschichte von Guptipara ist kaum etwas bekannt. Im 12. Jahrhundert begann der Aufstieg des Islam, der unter den Mogul-Herrschern seinen Höhepunkt erreichte und bis nach Bengalen ausstrahlte. Während der Endphase des Niedergangs des Mogulreiches (d. h. im 18. und frühen 19. Jahrhundert) erlebte der Ort eine Blütezeit.

## Sehenswürdigkeiten
Bedeutendste Sehenswürdigkeiten des Ortes sind die vier aus Ziegelsteinen gemauerten und einen Innenhof umschließenden Vishnu-Tempel (Chaitanya, Brindabanchandra, Ramchandra und Krishnachandra) im Brindaban Chandra's Math-Komplex aus dem 18. und frühen 19. Jahrhundert, der Blütezeit der weitgehend unabhängig herrschenden Maharajas von Bardhaman. Sie gehören allesamt zu den Bengalischen Tempeln, einer Sonderform der Hindu-Architektur, die gekennzeichnet ist durch eine besondere Dachform (Bengalisches Dach) sowie durch turmartige Aufsätze (ratnas), die in architektonischer Hinsicht nur wenig mit den shikharas des nordindischen Nagara-Stils zu tun haben, sondern sich eher auf die seit dem 15. Jahrhundert nachweisbaren chhatris muslimischer Mausoleen zu beziehen scheinen. Die Fassade des Ramchandra-Tempels ist mit figürlichen Terracotta-Motiven geschmückt, die anderen verfügen nur über einfache Dekorformen und sind zumeist weiß getüncht; einige haben farbige Malereien im Innern.

## Feste
Überregional bekannt ist das alljährlich stattfindende Ratha-Yatra-Festival, bei dem – ähnlich wie in Puri – die auch hier verehrten Figuren von Jagannath und seinen Geschwistern Balabhadra und Subhadra in einer Prozession auf einem großen hölzernen Wagen durch den Ort gefahren werden.